# Ligne de tramway 369
La ligne 369 est une ancienne ligne de tramway vicinal de la Société nationale des chemins de fer vicinaux (SNCV) qui reliait Audenarde à Deinze de 1888 à une date entre 1939 et 1945.

## Histoire
14 octobre 1888 : mise en service.
Entre 1939 et 1945 (probablement 1943) : suppression à la suite du démontage des voies par l'occupant,.

## Infrastructure

### Dépôts et stations
Autres dépôts utilisés par la ligne situés sur des lignes connexes : Audenarde.

## Exploitation

### Horaires
Tableaux : 369 (1931).